# Casal da Murta
Casal da Murta é uma aldeia da freguesia de Lourinhã.